# جعفر محمد سعد
جعفر محمد سعد عسكري وسياسي يمني، عين محافظاً لمحافظة عدن في 9 أكتوبر 2015. وكان قبلها مستشاراً عسكرياً للرئيس عبد ربه منصور هادي. اغتيل في 6 ديسمبر 2015 بعملية انتحارية تمثلت بتفجير سيارة مُفخّخة استهدفت موكبه أثناء مروره بمنطقة تقع في غرب عدن وقد أدت العملية لمقتله وعدد من مرافقيه، وقد تبنى العملية تنظيم داعش.

## المناصب
- محافظ محافظة عدن ( 9 أكتوبر - 6 ديسمبر 2015).